# Chiesa di Santa Maria Nuova (Ficulle)

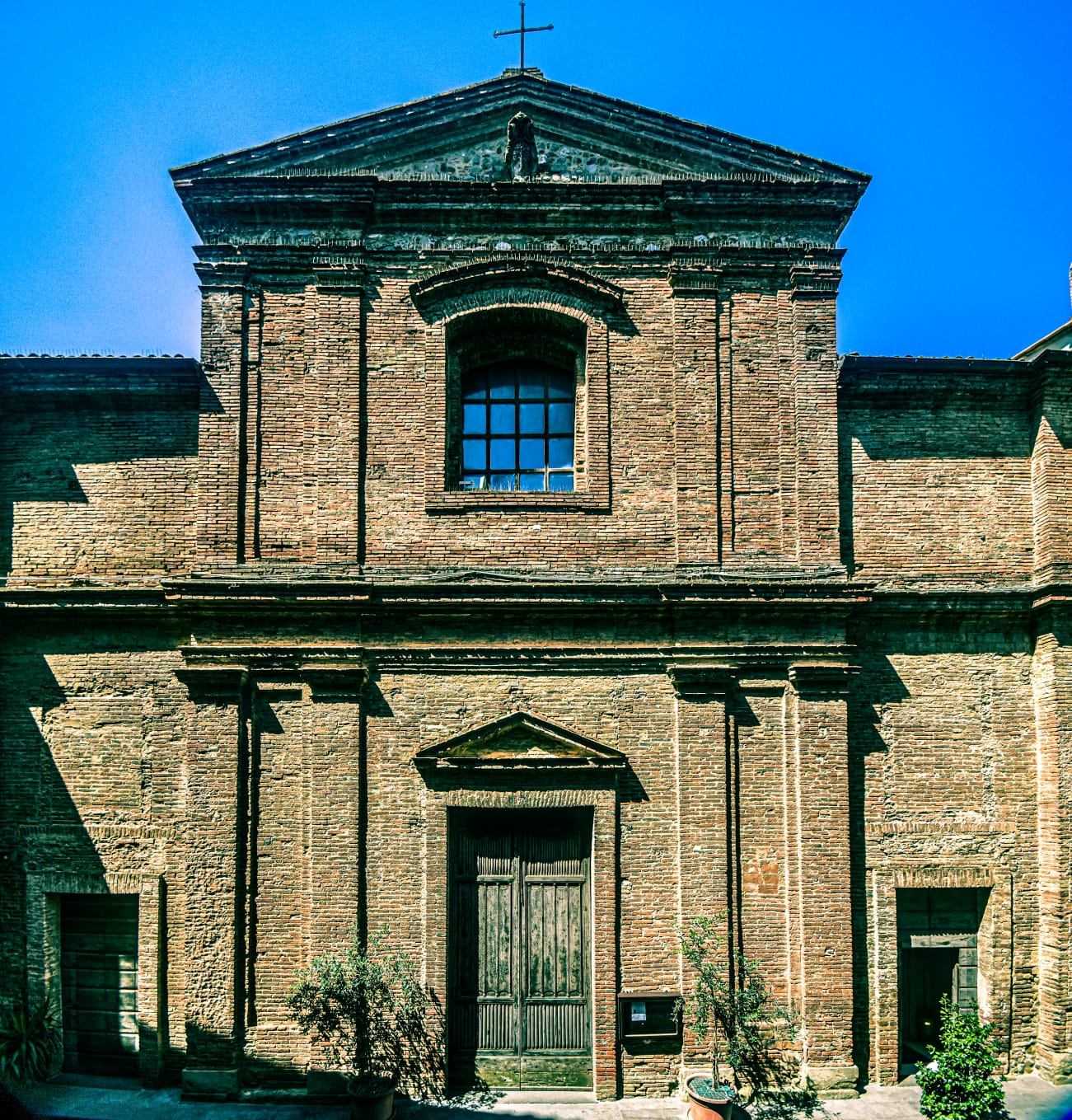

La chiesa di Santa Maria Nuova è la parrocchiale di Ficulle, in provincia di Terni e diocesi di Orvieto-Todi; fa parte dell'unità pastorale San Venanzio.

## Storia
All'inizio del XVII secolo, per comodità dei fedeli che fino ad allora avevano frequentato l'antica pieve di Santa Maria, si decise di costruire in paese una nuova chiesa, anch'essa dedicata alla Vergine. La prima pietra venne posta nel 1606; il luogo di culto fu inaugurato il 18 maggio 1611 e il 19 marzo dell'anno seguente si impartì la consacrazione.
Il 12 dicembre 1761 papa Clemente XIII conferì alla parrocchiale il titolo di Insigne Collegiata, poi revocato all'epoca dell'Unità d'Italia.
Sebbene già nel 1809 fossero state rilevate le cattive condizioni in cui l'edificio versava, i lavori di ripristino e di riparazione iniziarono appena nel 1875, per poi terminare all'inizio del decennio successivo; in quell'occasione fu installato l'organo, proveniente dalla chiesa di Sant'Agostino di Orvieto.
La parrocchiale venne interessata nel 1938 da un nuovo intervento di restauro che riguardò prevalentemente l'interno.
Negli anni settanta si provvide a rifare la copertura e a dotare la chiesa dell'ambone, mentre l'altare postconciliare venne realizzato tra il 2003 e il 2004.

## Descrizione

### Esterno
La facciata a salienti della chiesa, rivolta a oriente, è suddivisa da una cornice marcapiano in due registri, entrambi scanditi da lesene; quello inferiore presenta in posizione mediana il portale d'ingresso timpanato e ai lati i due ingressi secondari, mentre quello superiore è caratterizzato da una finestra e coronato nella parte centrale dal frontone triangolare.
Annesso alla parrocchiale è il campaniletto a vela, sul quale vi sono due aperture a tutto sesto in cui sono alloggiate altrettante campane.

### Interno
L'interno dell'edificio si compone di tre navate, separate da pilastri sorreggenti degli archi, sopra i quali corre la trabeazione modanata e aggettante su cui si impostano le volte, a vela sulla navata centrale e a crociera su quelle laterali; al termine dell'aula si sviluppa il presbiterio, rialzato di alcuni gradini, ospitante l'altare maggiore, coperto dalla volta a botte e chiuso dalla parete di fondo piatta.